# Paul Desmond
Paul Desmond, pseudonimo di Paul Emil Breitenfeld (San Francisco, 25 novembre 1924 – New York, 30 maggio 1977), è stato un sassofonista, compositore e clarinettista statunitense di musica jazz.
Dopo il congedo militare, cambiò legalmente il suo cognome da Breitenfeld a Desmond nel 1946.
(Paul Desmond)
Giunto alla notorietà con la sua partecipazione al The Dave Brubeck Quartet dal 1951 al 1967, Desmond è l'autore del massimo successo del quartetto, il brano Take Five.  È considerato uno dei giganti del sax contralto jazz.

## Biografia
(Paul Desmond)
La sonorità del quartetto di Brubeck era caratterizzata dal contrasto tra la politonalità del lavoro pianistico di Brubeck e la voce ariosa del sax di Desmond. Brubeck ne era talmente consapevole che a Desmond veniva proibito per contratto l'utilizzo del pianoforte quando si esibiva come leader.
Il suono di Desmond, che preferiva le ballad ai brani più mossi, era infatti tenue e limpido e il suo stile improvvisativo melodico, spazioso e riflessivo (Desmond amava scherzare su questo, dichiarando di essere stato premiato come "il più lento contraltista dell'anno"). Il suo assolo in Take Five, nell'album Time Out, infinitamente trascritto, studiato e rieseguito, è un manifesto del suo stile e dello stile normalmente definito cool jazz. Take Five  fu il primo brano jazz a superare il milione di copie: divenne la sigla del quartetto. Il brano fruttò una piccola fortuna in diritti d'autore, di cui Desmond non beneficiò poiché inizialmente non aveva dato alcuna importanza al brano, al punto da rinunciare ai diritti per donarli alla Croce Rossa.
(Paul Desmond, sullo stile di Ornette Coleman)

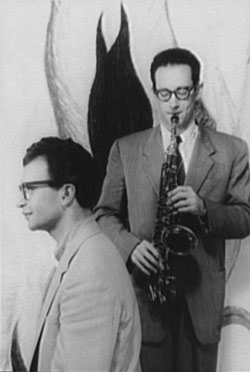
Paul Desmond e Dave Brubeck, 8 ottobre 1954.

I colleghi di Desmond avevano di lui la più alta considerazione. Charlie Parker ebbe occasione di citarlo come il suo contraltista preferito e Cannonball Adderley, che spesso concorreva con lui per il posto di miglior contraltista nelle classifiche delle pubblicazioni specializzate, ebbe a dire: "Credo che Paul sia, con Benny Carter, il contraltista più lirico. La bellezza della sua musica è profonda". Mentre molti attribuivano il successo del quartetto di Brubeck alla presenza di Desmond, molti altri consideravano il suo modo di suonare  "troppo lezioso". Per tutti gli anni sessanta e settanta la cifra stilistica di Desmond, considerata superata dai proponenti del free jazz e il suo essere un bianco in un momento di forte accentuazione della negritudine, costarono a Desmond la minore attenzione e considerazione da parte della critica (come a un altro grande contraltista cool della prima ora, Lee Konitz).
Desmond collaborò anche con Gerry Mulligan (incidendo fra l'altro una clamorosa Take Five con il resto del quartetto nell'album Together again for the first time), Jim Hall, Chet Baker, Ed Bickert. Dopo lo scioglimento del quartetto, Desmond si ritirò temporaneamente, poi riprese l'attività con un concerto assieme a Brubeck, Mulligan, Hall e il Modern Jazz Quartet in occasione del Natale del 1971.
Specialista del contrappunto improvvisato, fece emergere questa dote soprattutto negli album registrati con Mulligan (anch'egli contrappuntista): "Mulligan-Desmond Quartet" e "Two of a Mind" (il titolo "Due in pieno accordo" è rivelatore).
Desmond, che aveva una laurea in letteratura inglese ("Non divenni uno scrittore perché riesco a scrivere solo sulla spiaggia, e mi si riempie la macchina da scrivere di sabbia"), era anche noto per il suo humor, dimostrato nelle note che accompagnavano i suoi album e in numerose testimonianze. Benché per molto tempo si sia parlato di una autobiografia, questa non si materializzò mai anche perché Desmond, poco più che cinquantenne, si ammalò di tumore polmonare. Quando seppe della diagnosi reagì con la sua proverbiale lievità, rallegrandosi di avere un fegato in ottime condizioni: "Come nuovo, uno dei migliori fegati esistenti. È a bagno nel Dewar (una marca di whisky) e scoppia di salute".
Desmond morì nel 1977, dopo essere apparso a febbraio in un concerto con Brubeck a New York. Nessuno dei suoi fan sapeva allora che stesse morendo.
Alcuni dei suoi amici raccontano che il suo vecchio amico Charles Mingus lo visitò nei suoi ultimi giorni in ospedale e rimase a guardarlo vicino al letto, vestito come al solito con mantello e cappello nero. Desmond, aprendo gli occhi e collegando la cupa figura di Mingus a quella della morte nel film "Il settimo sigillo" di Ingmar Bergman, gli disse: "Va bene, sistema la scacchiera".

## Stile
Lo stile di Paul Desmond è tra i più singolari nel panorama jazzistico degli anni '50 e '60. Contraltista fine ed elegante, si distingue per la particolare delicatezza del suo sound. I suoi soli mostrano una grande cura nelle costruzioni melodiche, talvolta molto semplici, ma sempre di grande intensità. Lontano dalle astrusità improvvisative dei sassofonisti be bop, Desmond propone una formula accessibile, costruita su un continuo e preciso dosaggio di suoni "outside" e pentatoniche minori, condendo ogni singola frase di grande espressività. Il suo stile risulta molto arioso, i suoi soli sono quasi sempre strutturati su singole frasi intervallate da brevi pause. Rare le sue escursioni su registri bassi o eccessivamente alti. Il risultato è quello di un sound particolarmente rilassato e pacato, ma sempre molto dinamico. Tipico esempio del suo stile improvvisativo lo si trova in "Take five" dell'album "Time Out" del 1959. Tra le sue principale influenze quelle del sassofonista Lee Konitz. 

## Testimonianze su Paul Desmond
(Dave Brubeck)
(Don Thompson)
(Doug Ramsey)

## Discografia

### Leader - co-leader
- 1950 - Dave Brubeck Octet  - Fantasy (con Dave Brubeck)
- 1951 - Brubeck /Desmond  - Fantasy (con Dave Brubeck)
- 1952 - Modern Complex Dialogues  - Alto (con Dave Brubeck)
- 1952 - Jazz at Storyville - Fantasy (con Dave Brubeck)
- 1955 - Jazz Interwoven (con Dave Brubeck)
- 1953 - At Wilshire-Ebell - Fantasy (con Dave Brubeck)
- 1957 - Gerry Mulligan - Paul Desmond Quartet (o Gerry Mulligan Meets Paul Desmond ) - Verve (con Gerry Mulligan)
- 1959 - Time Out - Columbia (con Dave Brubeck)
- 1959 - "First Place Again" Playboy - Warner Bros.
- 1962 - Two of a Kind - RCA Victor (con Gerry Mulligan)
- 1962 - Desmond Blue - RCA Victor
- 1963 - The Greats!!! (con Dave Brubeck, Bobby Correll, Frank Blake e Bob Kindle)
- 1963 - Take Ten - RCA Victor
- 1965 - Bossa Antigua - RCA Victor
- 1965 - Glad to Be Unhappy - RCA Victor
- 1966 - Easy Living - RCA Victor
- 1969 - From the Hot Afternoon - A&M/CTI
- 1969 - Summertime - A&M/CTI
- 1970 - Bridge over Troubled Water - A&M/CTI
- 1973 - Samba De Orfeu
- 1973 - We're All Together Again for the First Time (con Dave Brubeck, Gerry Mulligan)
- 1974 - Skylark - CTI
- 1974 - Pure Desmond - Artists House
- 1975 - 1975: The Duets (con Dave Brubeck)
- 1975 - Like Someone In Love - Telarc
- 1975 - The Complete 1975 Toronto Recordings (7 CD) - Mosaic
- 1976 - Paul Desmond - Artists House